# Martinet de Cayenne
Panyptila cayennensis
Espèce
Synonymes
- Hirundo cayennensis Gmelin, 1789
(protonyme)

Statut de conservation UICN

 LC  : Préoccupation mineure
Le Martinet de Cayenne ou Martinet à queue d'aronde (Panyptila cayennensis) est une espèce d'oiseaux de la famille des Apodidae.

## Description
Le martinet de Cayenne est généralement noir uniforme légèrement bleuâtre brillant. L'intérieur du plumage des primaires et la partie terminale des secondaires est principalement, ou en partie, brun-grisâtre foncé, les primaires pouvant être étroitement bordées et les secondaires parfois terminées de blanc. Une tache blanche est présente de chaque côté du croupion. une tache ou une large bande blanche est également présente au-dessus de la zone lorale. Le menton, la gorge, le haut de la poitrine et les côtés du cou sont blancs confluent, pour ce dernier, avec une bande ou un collier blanc-grisâtre ou gris-brunâtre pâle sur le cou. L'extérieur du plumage des rectrices les plus extérieures est blanc terne ou gris pâle à la base. Le bec est noir, les pattes brun-grisâtre ou sombre, l'œil brun sombre. 

## Répartition

Cette espèce vit du Sud du Mexique et au Tobago, au Sud jusqu'à l'Équateur, l'Est du Pérou et le Brésil.

## Habitat
Il fréquente les forêts de plaine humide ainsi que les villes ouvertes boisées.

## Nidification
Il construit son nid dans des bâtiments ainsi que sur des falaises et des arbres.